# Thyreodon spectabilis
Thyreodon spectabilis là một loài tò vò trong họ Ichneumonidae.